# Abfertigung (Transport)
Die Abfertigung umfasst im Transportwesen sämtliche vorbereitenden Handlungen des Frachtführers, um den in einem Beförderungs- oder Frachtvertrag vorgesehenen Personen- oder Gütertransport durchführen zu können. 

## Allgemeines
Zur Abfertigung gehört die Ausstellung und Kontrolle der Transportdokumente (Fahrkarten, Tickets, Warenbegleitpapiere), die Annahme des Beförderungsguts sowie die anschließende Verladung von Passagieren und/oder Frachtgut in das vorgesehene Transportmittel. Die Abfertigung endet mit dem Einstieg des Passagiers in das Transportmittel (englisch boarding) oder mit der Beladung durch Frachtgut.

## Arten
Eine Abfertigung ist insbesondere bei Flugzeugen (Passagierflugzeug, Frachtflugzeug), Schiffen (Binnenschiff, Seeschiff) und in Hotels vorgesehen. Im öffentlichen Personennahverkehr und meist auch im Fernverkehr gibt es dagegen wegen hoher Passagierzahlen meist keine Abfertigung; die Fahrgäste können an Haltestellen abfertigungsfrei in das Transportmittel einsteigen. 
Am umfangreichsten ist die Abfertigung im Luftverkehr; sie beginnt mit dem Check-in und umfasst insbesondere
- die Identitätsfeststellung des Reisenden durch Vorlage des Flugtickets am Abfertigungsschalter (Check-in-Schalter) nebst Vorlage des Personalausweises oder Reisepasses. Bei Auslandsreisen kann ein Visum erforderlich werden, das von der Fluggesellschaft zu prüfen ist.
- Die Zuweisung eines Sitzplatzes durch Ausstellung einer Bordkarte.
- Das Wiegen des Reisegepäcks, dessen Vermerk auf dem Flugticket und die Gepäckbeförderung durch die Gepäckabfertigung in das Transportmittel.

Bei Schiffsreisen sind Schiffstickets oder Reisebestätigungen vorzulegen, Hotels erwarten die Vorlage einer Hotelreservierung.
Die Abfertigung für den gesamten Transportweg mit mindestens zwei verschiedenen Transportmitteln heißt durchgehende Abfertigung und ist typisch beim Vor-, Haupt- und Nachlauf im kombinierten Verkehr. Besteht beispielsweise der Hauptlauf aus dem Transport mit dem Güterzug bis zum Bestimmungsbahnhof und der sich anschließende Nachlauf mit einem Spediteur per Lkw bis zum Empfänger, ohne dass es beim Spediteur einer erneuten Abfertigungsprozedur bedarf, liegt eine durchgehende Abfertigung vor. 

## Wirtschaftliche Aspekte
Die Abfertigung ist eine Dienstleistung, die Personal- und Materialkosten verursacht. Diese Kosten sind im Regelfall im Beförderungstarif enthalten und bilden damit eine wirtschaftliche Einheit der gesamten Beförderungsleistung. Eine Ausnahme hiervon ist der Luftverkehr.
Hier umfasst der Bodenabfertigungsdienst (englisch ground service) sämtliche Dienste an einem Flugplatz, die zur Abfertigung eines Flugzeugs, seiner Passagiere und seiner Fracht erforderlich sind. Dazu gehören die Fluggastabfertigung, Gepäckabfertigung, Vorfelddienste, Betankung, Catering und die Reinigung. Hierfür gibt es spezifische Abfertigungsgesellschaften, die im Auftrag der Fluggesellschaft tätig sind. Sie berechnen Abfertigungsgebühren, die von den Fluggesellschaften oder den Passagieren zu tragen sind. Start- und Landegebühren werden von den Flughafenbetreibern erhoben und sind von den Fluggesellschaften zu bezahlen. In Deutschland dient die variable Landegebühr unter anderem der Kostendeckung des mit der Abfertigung der Passagiere verbundenen Aufwands, der bei dem Flughafenbetreiber anfällt. Start- und Landegebühren beinhalten auch emissionsabhängige Komponenten, die sich nach dem eingesetzten Fluggerät richten.
Insbesondere die Güterabfertigung übernimmt eine bedeutsame Aufgabe in der Distributionslogistik, denn sie ist organisatorisch in bestehende Lieferketten integriert. Die Wartezeiten bei Bediensystemen wie der Abfertigung sind daher eine wichtige Einflussgröße für die Schnelligkeit und Zuverlässigkeit der Abfertigung sowie für den Servicelevel in der gesamten Lieferkette.